# Diphasiastrum habereri
Diphasiastrum habereri är en lummerväxtart som först beskrevs av Homer Doliver House, och fick sitt nu gällande namn av Josef Holub. Diphasiastrum habereri ingår i släktet Diphasiastrum och familjen lummerväxter. Inga underarter finns listade i Catalogue of Life.